# Gansu-Zwerghamster
Der Gansu-Zwerghamster (Cansumys canus) ist eine weitgehend unbekannte Nagetierart aus der Unterfamilie der Hamster (Cricetinae).
Das vergleichsweise zottelige Fell dieser Hamsterart ist an der Oberseite eisgrau gefärbt und mit schwarzen Sprenkeln versehen, die Unterseite ist weißgrau und Brust und Kinn sind völlig weiß gefärbt. Der Schwanz ist länger als bei nah verwandten Gattungen (den Grauen und Rattenartigen Zwerghamstern) und auffallend büschig. Eine Besonderheit innerhalb der Hamster stellen die hochkonigen Backenzähne dar. Diese Tiere erreichen eine Kopfrumpflänge von 14 Zentimetern und eine Schwanzlänge von 11 Zentimetern.
Lange Zeit war die Art nur durch zwei Tiere bekannt, einem erwachsenen Weibchen und einem Jungtier, die im Süden der chinesischen Provinz Gansu gefunden wurden. In jüngerer Zeit wurde ein weiterer Vertreter dieser Art in der Provinz Shaanxi entdeckt.
Systematisch wurden die Funde lange Zeit als konspezifisch mit dem Rattenartigen Zwerghamster angesehen, erst detaillierte Untersuchungen in den 1990er-Jahren kamen zu dem Schluss, dass aufgrund von Unterschieden im Bau des Schädels und der Zähne der eigene Art- und Gattungsstatus gerechtfertigt ist.
Über die Lebensweise dieser Tiere ist nichts bekannt.